# Žerotice

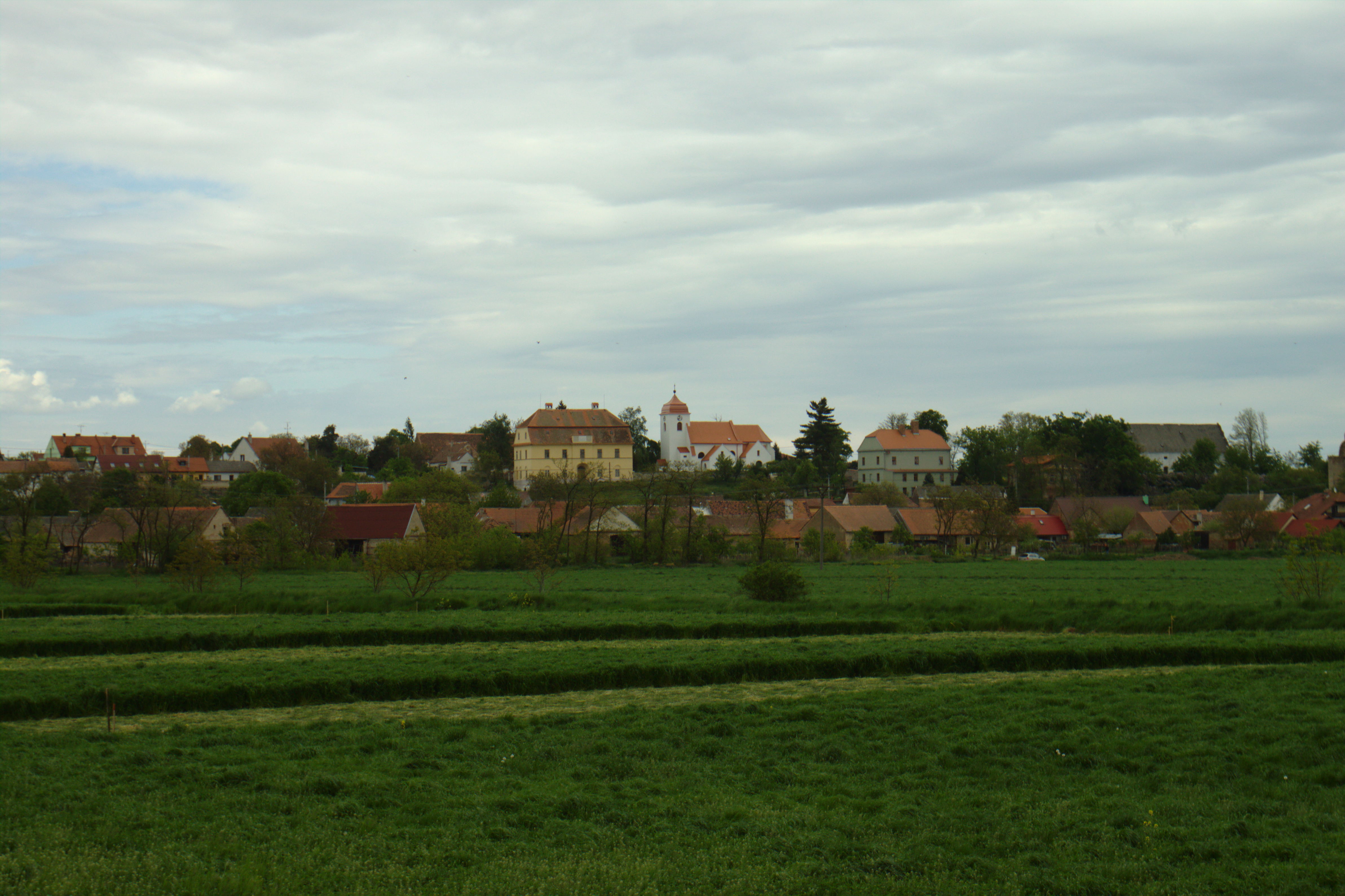
Blick von Kyjovice auf Žerotice

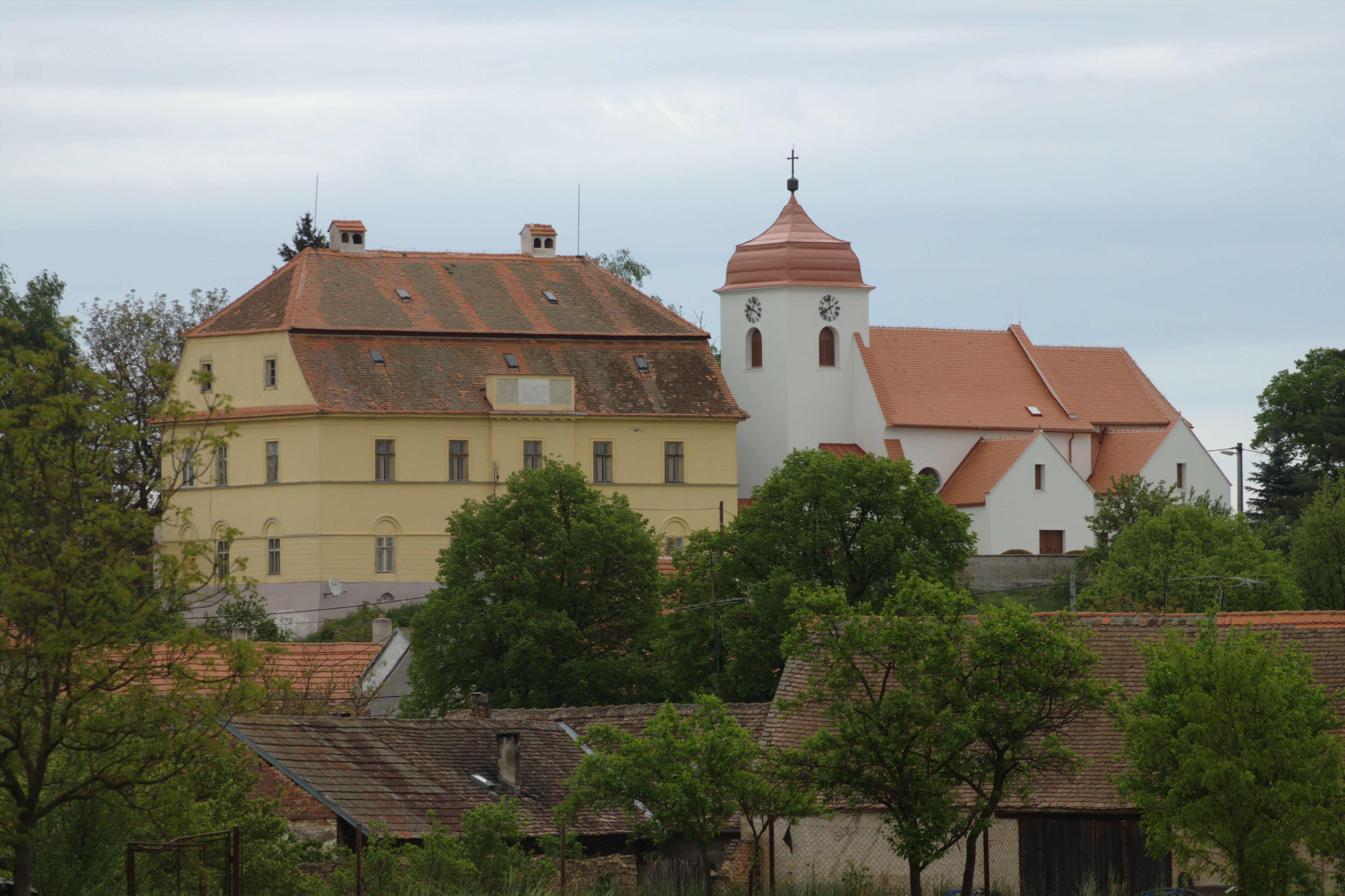
Pfarrhaus und Kirche des hl. Martin

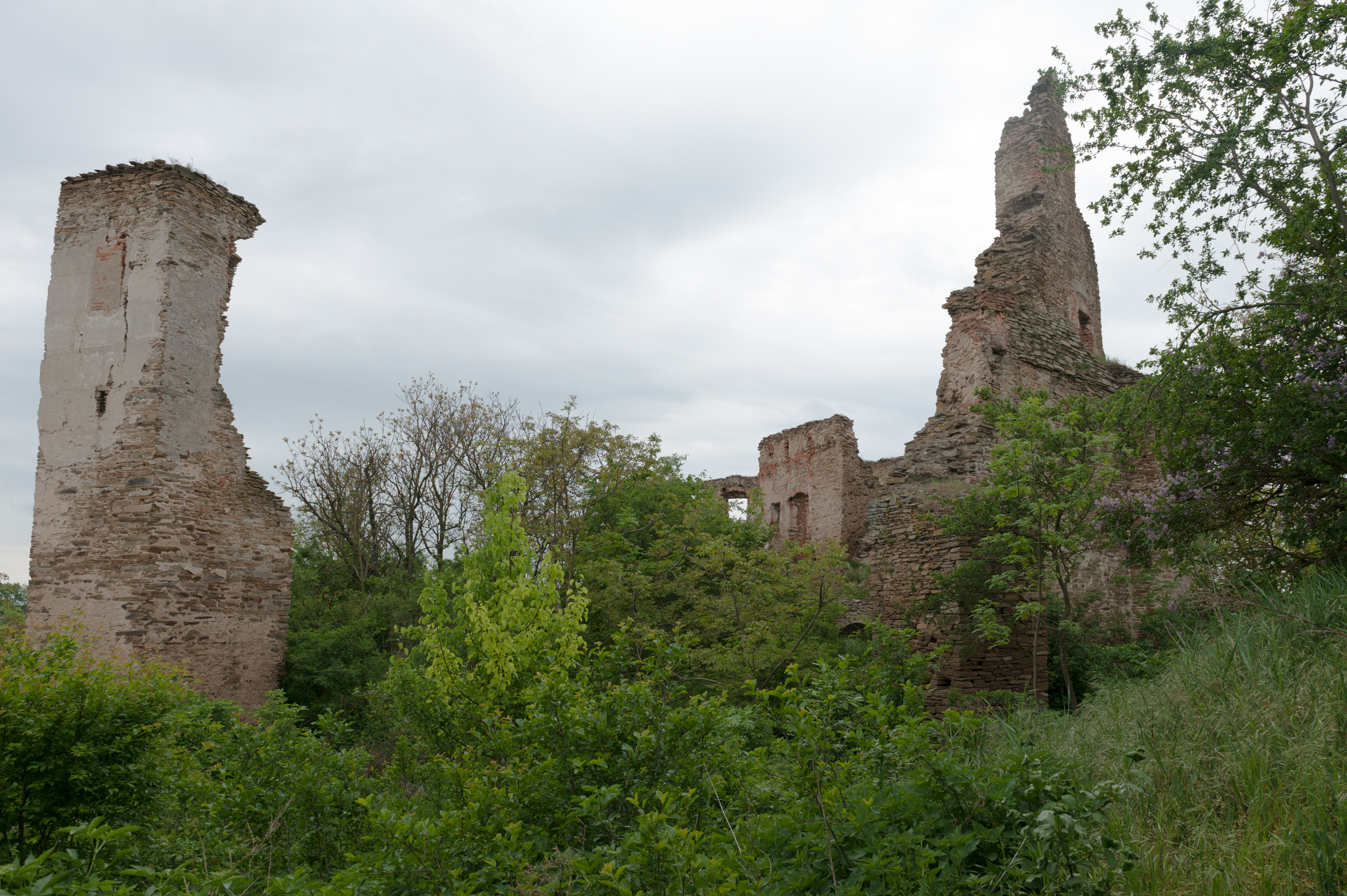
Ruine der Feste Žerotice

Žerotice (deutsch Zerotitz, auch Zierotitz bzw. Scherotitz) ist eine Gemeinde in Tschechien. Sie liegt zwölf Kilometer nordöstlich von Znojmo und gehört zum Okres Znojmo.

## Geographie
Žerotice befindet sich linksseitig des Flüsschens Jevišovka am Rande der Thaya-Schwarza-Talsenke. Nördlich erheben sich der Šibeniční kopec (287 m n.m.) und der Horní Hájek (321 m n.m.), südwestlich die Kamenná hora (278 m n.m.) sowie im Westen der Na Brtníku (279 m n.m.).
Nachbarorte sind Horní Dunajovice und Domčice im Norden, Želetice, Chlupice, Hostěradice und Miroslav im Nordosten, Rybnický Mlýn, Kašenec und Dolenice im Osten, Vítonice, Stošíkovice na Louce und Prosiměřice im Südosten, Kyjovice im Süden, Loucký Mlýn und Tvořihráz im Südwesten, Výrovice im Westen sowie Němčičky, Mikulovice, Koráb, Stupešice und Křepice im Nordwesten.

## Geschichte
Die älteste Erwähnung des Ortes erfolgte 1190, als der Pfarrer von Žerotice eine Urkunde des Klosters Bruck bezeugte. Im Jahre 1237 bestätigte Papst Gregor IX. Žerotice als Besitz des Prämonstratenserklosters Obrowitz (Zábrdovice). In der 1253 anlässlich der Kirchweihe in Trstěnice ausgestellten Besitzbestätigung der dortigen Kirche trat auch der Žeroticer Pfarrer Boreas als Zeuge auf. 1259 ist Zickray (Cuzkraj) von Zerotitz als Besitzer eines Gutes nachweislich, im Jahre 1324 ein gleichnamiger Nachfahre. 1346 gehörte ein Anteil des Gutes dem Adam Gaiwitzer von Zerotitz. Ein anderes Teil besaß Benedikt von Weitmühl, der 1348 diesen Anteil an seine Frau Anna abtrat. Im gleichen Jahre überließ Albert von Durchlaß’ Witwe Hedwig einen weiteren Anteil ihrem Bruder Wilhelm. 1358 kaufte Benedikt von Weitmühl die Feste Zerotitz mit einem Freihof, zwei Lahnen, drei Gehöften, dem Wald Pořady und einem Achtel des Kirchpatronats für 129 Mark von Adam von Zerotitz sowie einen weiteren Freihof mit einer Lahn, drei Gehöften, Gärten, Wiesen, den Wäldern Okopanec und Zatočky und einem Achtel des Kirchpatronats für 98 Mark von Branek von Zerotitz. Vor 1375 erbte Tobias von Weitmühl den größeren Teil des Dorfes. Im Jahre 1376 war Johann von Durchlaß Besitzer der Lahn in Zerotitz, die er 1385 an Weitmühl veräußerte. 1381 wurde außerdem ein Adam von Zerotitz erwähnt. Johann von Weitmühl, der das Gut von Tobias geerbt hatte, nahm 1406 Ludwig von Bukovina und seinen Neffen Wenzel in Gemeinschaft. Nach Johanns Tode erbte vor 1436 Sigismund von Weitmühl den Besitz. Wenzel Weitmühler von Zerotitz verkaufte 1465 acht Lahne in Zerotitz an Johann Lechwicky von Zástřizl; im Jahre 1508 versicherte er landtäflich seine Hälfte der Feste Zerotitz mit einem Hof und dem Kirchpatronat, der wüsten Burg Lapikus, mehreren, darunter zwei nicht namentlich genannten wüsten Dörfern dem Johann Weitmühler von Zerotitz, der den Besitz 1511 an Heinrich Lechvický von Zástřizl abtrat. Diesem folgte Johann Lechvický von Zástřizl, der das Gut 1530 seinen Kindern Hynek und Anna vererbte. Im Jahre 1535 verstarb Hynek und setzte seine minderjährigen Kinder als Erben ein. Danach bemächtigte sich Ulrich Přepicky von Richenburg des Erbes, er musste es 1545 an Anna Lechvická von Zástřizl abtreten. Diese nahm 1550 ihren Mann Hanns Pozor von Niklstadt – unter der Bedingung der Auszahlung ihrer Söhne Heinrich von Wilhelm von Zazawitz mit 1000 Schock Groschen – in Gemeinschaft auf die Feste Zerotitz mit den Dörfern Zerotitz, Bonitz, Rudlitz und Wewtschitz, das wüste Dorf Hostitz, je eine Lahn in Stočikowitz und Ribnitz, den wüsten Hof in Durchlaß sowie die wüste Burg Lapikus. Nach dem Tode von Hanns Pozor wurde Friedrich Březnický von Náchod 1559 in der Landtafel als Besitzer des Gutes eingetragen. Vor 1560 siedelten sich in Zerotitz Hutterer an, die bald auch den Pfarrer stellten; 1613 wurden die Hutterer des Landes verwiesen. Nachfolgende Besitzer waren Peter Wolf von Náchod und nach 1612 Georg Graf von Náchod. Letzterer verkaufte das Gut mit dem Schloss Zerotitz, der Pfarre, einem Meierhof, einem Schafhof und einem Brauhaus, dem Freihof in Durchlaß einschließlich zwei Insassen, der Freimühle in Selletitz sowie dem Dorf Wainitz an Zdenek Graf von Hoditz. Von diesem erwarb 1628 Georg Ehrenreich von Zinzendorf und Pottendorf das Gut für 28.000 Gulden. Er veräußerte es am 24. Mai 1630 mit dem Schloss, dem Meierhof, dem Schafhof, einem Brauhaus und vielen Weingärten an Alois von Galdiran; ihm folgte sein Sohn Johann Peter Jakob von Galdiran, danach dessen Mutter Meta Klara, geborene von Strahlendorf und anschließend deren Bruder Wolfgang Leopold Freiherr von Strahlendorf. Nach dessen Tode verkaufte die Witwe Anna Katharina, geborene von Rostroschow, das Gut am 13. Oktober 1638 für ihre Kinder gegen 18.000 Rheinische Gulden an Johann Walderode von Eckhausen. 1643 eroberten schwedische Truppen das Schloss und setzten es in Brand. Johann Walderode veräußerte das infolge des Dreißigjährigen Krieges verwüstete Gut Zerotitz wenig später an Arnold von Prailitt, dessen Witwe Anna Kunigunde, geborene von Thimo, das Gut an Kasimir von Blier verkaufte. Nach dem Krieg lebten in Zerotitz nur noch ca. 50 Personen. Die wechselnden Besitzer waren nicht in der Lage, das Gut wieder in einen einträglichen Zustand zu sanieren. Am 20. Januar 1677 teilten sich dessen Söhne das Erbe, wobei das als ruiniert und oneriert bezeichnete Gut Zerotitz dem jüngeren Sohn Ferdinand Ernst zufiel. Zum Ende des 17. Jahrhunderts nahm eine Pfarrschule den Unterricht auf. Ferdinand Ernsts Sohn Max Ferdinand von Blier setzte am 11. April 1706 seine Mutter Martha, geborene Gräfin Braida als Erbin ein. Am 2. Juli 1711 verkauften deren Geschwister das Gut Zerotitz einschließlich des Dorfes Wainitz für 66.000 Rheinische Gulden an Franz Karl Berchtold, der es mit seinem Gut Selletitz vereinigte.
Im Jahre 1720 erbten die erstehelichen Söhne Franz Adam und Adam Ignaz von Berchtold gemeinschaftlich den väterlichen Besitz. Nach der Erbteilung vom 23. November 1722 übernahm der ältere der Brüder, Franz Adam von Berchtold, die Allodialherrschaft Selletitz mit den angeschlossenen Gütern Zerotitz und Domschitz. Er verstarb noch im selben Jahre und hinterließ die Herrschaft seinem minderjährigen Sohn Prosper. 1725 zerstörte ein Großfeuer den größten Teil des Dorfes. Im Jahre 1732 wurde das neue Pfarrhaus an der Brandstelle des Vorgängerbaus errichtet. Prosper von Berchtold verkaufte die Herrschaft Selletitz mit Zerotitz und Domschitz am 31. Dezember 1755 für 150.000 Rheinische Gulden an Maria Elisabeth verw. Gräfin von Waldorf. Zum angeschlossenen Gut Zerotitz gehörten ein großer Meierhof, 800 Maßen Felder, 15 Maßen Gärten sowie ausgedehnte Wiesen, zwei Teiche und der Wald Koráb mit einer Fläche von 320 Maßen. Durch Erbteilung vom 11. Juni 1761 übernahm ihr Sohn Ignaz die Herrschaften Selletitz und Sadek mit Roketnitz. 1796 setzte Ignaz Graf von Waldorf Franz Kajetan Graf von Chorinsky mit der Bedingung, dass die Güter im Falle seines Eintritts in den Malteserorden dessen Bruder Ignaz zufallen sollten, zu seinem Erben sein. Gegenüber der Kirche wurde zum Ende des 18. Jahrhunderts ein neues Schulhaus errichtet. In den Jahren 1805 und 1809 wurde das Dorf von französischen Truppen geplündert. Das 1732 errichtete Pfarrhaus war so schadhaft geworden, dass es 1820 abgebrochen werden musste. Im Jahre 1826 wurde das Schulhaus aufgestockt, der Unterricht erfolgte hernach in zwei Klassen. 1831 wurde der gesamte Pfarrhof neu gebaut. Bei der Brechruhrepidemie von 1831/32 verstarb ein Neuntel der Bevölkerung der Herrschaften Selletitz. Allein in der Pfarre Zerotitz gab es 140 Tote. Zu deren Bestattung war der alte Friedhof um die Kirche nicht ausreichend, so dass östlich der Kirche ein neuer Friedhof entstand. Am 27. März 1832 erbte Friedrich Graf von Chorinsky von seinem Vater Franz Kajetan die Herrschaften Selletitz (mit Zerotitz, Krepitz und Domschitz), Hostialkow und Wessely, die andere Herrschaft Brumow sowie das Gut Sadek mit Roketnitz.
Im Jahre 1834 bestand das Dorf Žerotitz bzw. Žerotice aus 75 Häusern mit 394 überwiegend mährischsprachigen Einwohnern. Unter dem Patronat der Herrschaft standen die zum Dekanat Hosterlitz gehörige Pfarre, die St.-Martins-Kirche und die Schule. Außerdem gab es im Ort ein altes Schloss und einen Meierhof. Žerotitz war Pfarrort für Selletitz, Domschitz (Domčice), Durchlaß und Gaiwitz; Amtsort war Selletitz. Bis zur Mitte des 19. Jahrhunderts blieb Žerotitz der Allodialherrschaft Selletitz untertänig.
Nach der Aufhebung der Patrimonialherrschaften bildete Žerotice / Zerotitz ab 1849 eine Gemeinde im Gerichtsbezirk Znaim. Im Jahre 1863 verkaufte Viktor Graf von Chorinsky die Güter Zerotitz und Selletitz an Friedrich Kammel von Hardegger. 1868 wurde die Gemeinde Teil des Bezirkes Znaim. 1870 brach in Žerotice ein Großfeuer aus, das das Schloss, 27 Häuser, den herrschaftlichen Speicher und fünf Scheunen zerstörte. Nach dem Ersten Weltkrieg zerfiel der Vielvölkerstaat Österreich-Ungarn, die Gemeinde Žerotice wurde 1918 Teil der neu gebildeten Tschechoslowakischen Republik. Im Jahre 1927 wurde das Dorf elektrifiziert. 1929 erfolgte die Gründung der Freiwilligen Feuerwehr. Dominik Kammel von Hardegger verkaufte 1936 das Gut Žerotice an Alois Fišl. Nach dem Münchner Abkommen verblieb Žerotice 1938 bei der Tschechoslowakei und wurde dem Okres Moravské Budějovice zugeordnet. Bis 1945 lag das Dorf an der Grenze zum Deutschen Reich. Nach dem Ende des Zweiten Weltkrieges kam Žerotice zum Okres Znojmo zurück. Im Zuge der kommunistischen Bodenreform wurde 1948 der Eigentümer des Gutes, Alois Fišl, als Grundgrundbesitzer enteignet. Zu Beginn der 1960er Jahre wurde die Jevišovka reguliert. 1973 wurde ein Kulturhaus mit Gaststätte und Tanzsaal, Gemeindebücherei sowie Räumlichkeiten für das Gemeindeamt eröffnet. 1985 wurde die Schule geschlossen und die Kinder nach Želetice umgeschult.

## Gemeindegliederung
Für die Gemeinde Žerotice sind keine Ortsteile ausgewiesen. Zu Žerotice gehört die Einschicht Koráb.

## Sehenswürdigkeiten
- Kirche des hl. Martin mit vier Altären und der 1706 angebauten Kapelle der hl. Dreifaltigkeit und der Unbefleckten Empfängnis. Die Kirche ist bereits seit dem Ende des 12. Jahrhunderts als Pfarrkirche nachweislich. 1706 hinterließ Max Ferdinand von Blier für die Kapelle eine Messstiftung von 3000 Gulden. 1755 erfolgte ein barocker Umbau, dabei wurden der Turm und eine neue Chorempore angebaut und das Schiff neu überwölbt. Von der gotischen Kirche sind der Chor, das Taufbecken und ein Weihwasserbehälter erhalten. In der Krypta befindet sich die Grablege der Herren von Náchod auf Žerotice; in den sechs Zinnsärgen befinden sich die Gebeine von Johann Georg von Náchod und Zerotitz, Adam Maximilian von Náchod und Zerotitz, dessen Frau Eusebia von Sezimov, Eva von Předbor (Ehefrau des Bohumil Jaroslav von Náchod) sowie einer nicht namentlich bezeichneten Frau († 1614); der sechste Sarg ist leer. Den Hochaltar und die Seitenaltäre des hl. Jakobus, Jesus, Maria und Josef schuf 1775 der Znaimer Bildhauer Sebastian Centner.
- Pfarrhaus, erbaut 1831
- Ruine der Feste Žerotice, sie ist seit 1355 urkundlich nachweisbar und wurde 1508 erstmals als Schloss bezeichnet. Im Jahre 1559 erfolgte ein Umbau im Renaissancestil. 1643 steckten die Schweden das Schloss in Brand. Später wurde das Bauwerk barock umgestaltet. 1870 brannte das Schloss aus und wurde nicht wieder aufgebaut. In den 1930er Jahren begann die Zerstörung der alten Gemäuer, die zunächst vor allem das Herrenhaus betraf. Im Zuge des Baus der Straße nach Želetice wurde in den 1960er Jahren der westliche Teil der Befestigungsanlagen vernichtet. Im Jahre 1988 stürzten zwei Wände des Bergfrieds ein. Erhalten sind die Umfassungsmauer (bis zum ersten Geschoss), ein Renaissancegewölbe, Stützpfeiler, der Torso des eingestürzten Turmes sowie der Burggraben. 1998 verkaufte der tschechische Staat die Ruine, der neue Eigentümer beabsichtigt seither eine Rekonstruktion des Bauwerks.
- Nischenkapelle auf dem Dorfplatz
- Nischenkapelle an der Straße nach Tvořihráz